# Гладківська сільська громада
Гладківська сільська територіальна громада —  територіальна громада в Україні, в Голопристанському районі Херсонської області. Адміністративний центр — село Гладківка.
Площа громади — 207,91 км², населення — 5154 мешканці (2017).
Утворена 31 серпня 2016 року шляхом об'єднання Гладківської і Таврійської сільських рад Голопристанського району.
29 квітня 2020 року Кабінет Міністрів України затвердив перспективний план формування територій громад Херсонської області, в якому Гладківська ОТГ відсутня, а Гладківська і Таврійська сільські ради включені до Голопристанської ОТГ.

## Населені пункти
До складу громади входять 4 села: Великий Клин, Гладківка, Рідна Україна та Таврійське.